# Wairakita
La wairakita es un mineral de la clase de los tectosilicatos, y dentro de esta pertenece al llamado “grupo de las zeolitas”. Fue descubierta en 1955 en Wairakei (Nueva Zelanda), siendo nombrada así por esta localización. Un sinónimo poco usado es el de "analcima cálcica".

## Características químicas
Es un aluminosilicato hidratado de calcio. La estructura molecular es de tectosilicato con cadenas de anillos de sílice de cuatro miembros conectados, del llamado grupo estructural de las zeolitas.
Forma una serie de solución sólida con la analcima (Na(Si2Al)O6·H2O), en la que la sustitución gradual del calcio por sodio va dando los distintos minerales de la serie.
Además de los elementos de su fórmula, suele llevar como impurezas: hierro, magnesio, estroncio, sodio, potasio y cesio.

## Formación y yacimientos
Se forma posiblemente junto a la analcima, en poros y cavidades de las rocas en áreas geotermales, depositado a partir de fluidos hidrotermales, donde podría sustituir al feldespato.
Suele encontrarse asociado a otros minerales como: andesina, epidota, clinozoisita, prehnita, calcita, aragonito o cuarzo.